# Damarwulan (Kepung)
Damarwulan is een bestuurslaag in het regentschap Kediri van de provincie Oost-Java, Indonesië. Damarwulan telt 9505 inwoners (volkstelling 2010).